# Mouvement raëlien
Le mouvement raëlien (initialement appelé Madech, Mouvement pour l'accueil des élohim créateurs de l'humanité) est un mouvement sectaire fondé par le Français Claude Vorilhon, dit Raël, en 1974.
La doctrine du mouvement se fonde sur un prétendu contact entre ce dernier et des extraterrestres techniquement avancés, auxquels Claude Vorilhon donne le nom d’« Elohims ». Selon la secte, ils auraient créé la vie sur Terre ainsi que les grandes religions. À côté de la croyance aux extra-terrestres, les dirigeants ont mis en avant le clonage et le transfert de la conscience comme moyen d'accéder à l'immortalité. Le mouvement promeut également la « géniocratie » et prône une certaine forme de libération sexuelle ainsi qu'une pratique qu'il appelle « méditation sensuelle ».
Le mouvement est identifié comme secte en France depuis 1995. Il apparaît que son dirigeant s’arroge les exclusivités sexuelles de femmes membres de la communauté sélectionnées sur la base de leur beauté, et que les membres versent une part substantielle de leurs revenus à la secte, via des comptes en Suisse et au Liechtenstein. Le mouvement a gagné en notoriété en prétendant avoir réalisé des clonages humains, ce qui a permis à ses dirigeants de s’enrichir aux dépens de plusieurs personnes, par le truchement de sociétés extraterritoriales.

## Histoire

### Contexte
En décembre 1973, le gouvernement Messmer interdit les compétitions automobiles. Cette décision marque la fin d’AutoPop, la revue de sport automobile de Claude Vorilhon.

### Genèse du mouvement
Le 13 décembre 1973 (soit treize jours après l'interdiction des courses automobiles par le gouvernement), Claude Vorilhon — qui se promène au cœur du puy de Lassolas (un volcan éteint près de Clermont-Ferrand) — prétend avoir rencontré un extraterrestre qui lui aurait donné le nom de « Raël » — signifiant « Le Messager » — et lui aurait transmis un message expliquant l'origine de la vie sur la Terre,.
Ce message aurait donné le contenu du premier livre de Raël, Le Livre qui dit la vérité. L'année suivante, Claude Vorilhon décide de se consacrer à la promotion de ce message pour l'humanité et à la construction d'une ambassade destinée à accueillir les extra-terrestres (une de ses ambassades fut créée au Japon, le Mirokubosatsu Korindo).
En 1975, Vorilhon prétend avoir été à bord d'une soucoupe volante sur la planète des élohims, où il a rencontré des terriens célèbres comme Jésus, Bouddha, Joseph Smith et Confucius.
Il aurait eu en tout six réunions avec des élohims. À de nombreux égards, la doctrine du mouvement raélien est vue par les plus grands spécialistes comme une « doctrine opportuniste », car elle intervient à une époque où l'engouement pour l'ufologie et la science-fiction atteignent leur apogée.

## Doctrine

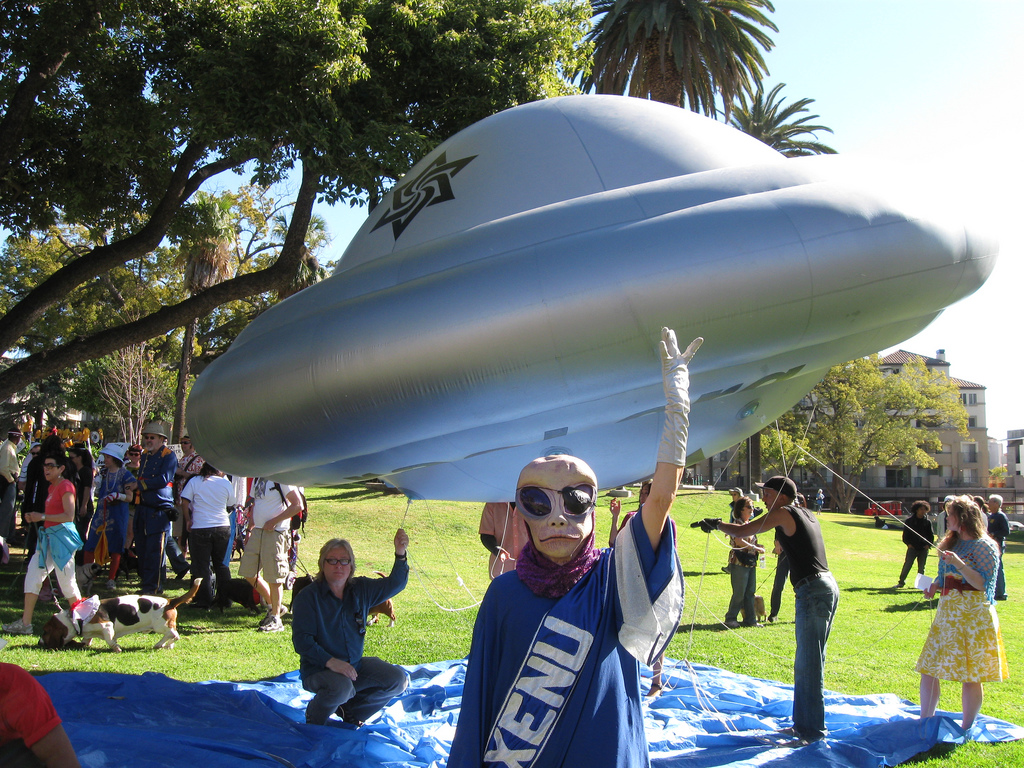
Soucoupe volante gonflable ornée du logo raëlien.

La croyance raélienne se fonde entièrement et uniquement sur le témoignage de Claude Vorilhon qui développe grâce à ça une doctrine qui sera celle de son mouvement.
Il présente ce mouvement comme une religion athée (les raéliens croient qu'il n'y a pas de Dieu ni d'âme) pour laquelle le développement de la science serait une des clés essentielles à l'amélioration du sort d'une humanité promise à l'âge d'or et à la vie éternelle au moyen du clonage. 
Selon le mythologue du CNRS Jean-Loïc Le Quellec, le récit fondateur raélien est un mythe contemporain qui s'inscrit dans un ensemble de récits traditionnels où le héros reçoit des dieux un message à délivrer à son peuple. Il cite pour comparaison le récit sibérien d'initiation chamanique racontant l'histoire d'un chasseur qui grimpe dans le ciel où il rencontre dans une grotte lumineuse la maîtresse des animaux qui lui remplace mystérieusement une côte en lui délivrant ses secrets liés à la chasse qu'il doit partager avec son peuple.

### Raël
Raël serait le fils de Yavhé, demi-frère de Jésus et de Bouddha, le « messager » venu sur terre pour diffuser le message des Elohims et préparer leur arrivée, notamment par la construction d’une ambassade.

### Elohim

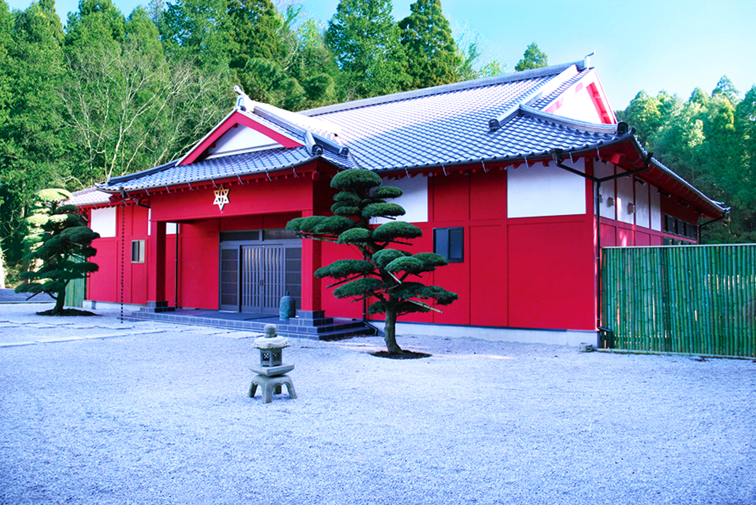
Le Mirokubosatsu Korindo.

Claude Vorilhon emploie souvent le terme Elohim, mot hébreu pluriel injustement traduit, selon lui, par Dieu au singulier, alors qu'il devrait se traduire par « ceux qui sont venus du ciel »,.
Les élohims, de petits humanoïdes vert pâle aux yeux en amande, ont apparemment servi de modèle pour le Dieu des juifs et des chrétiens. Ils ont informé Vorilhon qu'il était le dernier prophète, envoyé pour parler de paix et faire connaître la méditation sensuelle à l'humanité sous son nouveau nom de Raël, avant le retour des élohims à Jérusalem en 2025.
Parvenus au sommet de l’évolution technologique, les Elohims auraient découvert le secret de la vie éternelle et du bonheur ; ils auraient créé les êtres humains en laboratoire il y a 25 000 ans. Mais ceux-ci, découvrant à leur tour la science, en auraient fait mauvais usage (par exemple la bombe atomique) et seraient sur le point de s’auto-détruire au cours d’une guerre nucléaire. Les Elohims auraient donc envoyé Raël pour sauver l’humanité.

### Clonage

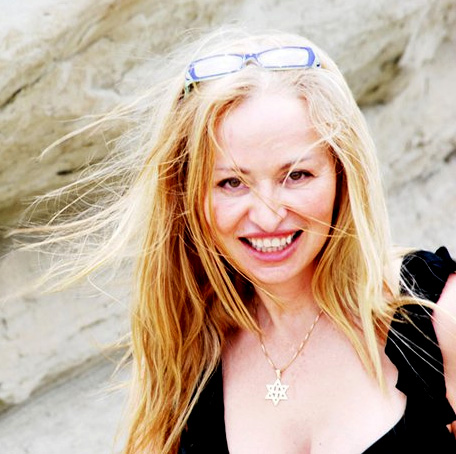
Brigitte Boisselier, présidente de Clonaid.

Les raéliens disent soutenir la recherche sur le clonage humain, leur but étant de réaliser l'immortalité.
La société Clonaid, qui a prétendu avoir réussi des clonages humains, a été fondée dans un paradis fiscal par Raël, lequel s'est ensuite associé à la chimiste Brigitte Boisselier, une « évêque raélienne » qui est la présidente de Clonaid.
Le 26 décembre 2002, Brigitte Boisselier prétend que Clonaid a réussi la naissance du premier bébé cloné, une fille nommée Ève. Une vidéo et des preuves devaient être montrées la semaine suivante. Brigitte Boisselier continue de donner des conférences de presse sans apporter la moindre preuve et est même interviewée par David Pujadas dans le journal télévisé de France 2. Les candidats au clonage, essentiellement des Américains, ont payé 200 000 USD et seraient déjà deux cent cinquante. Cette prétendue naissance met le mouvement en visibilité dans l'actualité mondiale, au centre de la polémique sur le clonage humain.
Aucune preuve formelle de la naissance d'un enfant cloné n'a jamais été apportée alors qu'un simple test génétique le permettrait. Aucun scientifique ne croit en la véracité de cette naissance pas plus qu'à celles correspondant aux annonces suivantes. De nombreux raéliens auraient quitté le mouvement, se sentant victimes d'une supercherie doublée d'une manipulation médiatique destinée à faire de l'argent et accessoirement de la publicité pour le mouvement,. Selon l'enquête de McCann, la date du 26 décembre pour l'annonce a été choisie parce que Claude Vorilhon, ancien journaliste, considérait que c'était une période creuse pour les informations et que le retentissement médiatique serait par conséquent maximal.
En 2003, Brigitte Boisselier publie un communiqué de presse, affirmant pouvoir se servir de sa technique de clonage pour « faire repousser des nouveaux bras » à Ali Abbas, un enfant orphelin victime des bombardements en Irak. Contactés par des journalistes, les proches de l'enfant affirment que jamais Brigitte Boisselier, ni qui que ce soit de Clonaid ou du mouvement, n'ont essayé de les contacter. L'association Limbless, qui a accueilli le garçon, s'est dite scandalisée par l'utilisation du nom d'une victime de la guerre à des fins purement publicitaires.

### «Géniocratie»
La « géniocratie » est le système politique prôné par les Raéliens.
« Ne seront éligibles à quelque poste public que ce soit, que les individus ayant un coefficient intellectuel supérieur de 50 % à la moyenne et ne pourront être électeurs que ceux ayant un coefficient intellectuel supérieur de 10 % à la moyenne ».

### «Paradisme»
Le Mouvement raëlien propose un système économique nommé paradisme.

### Méditation sensuelle

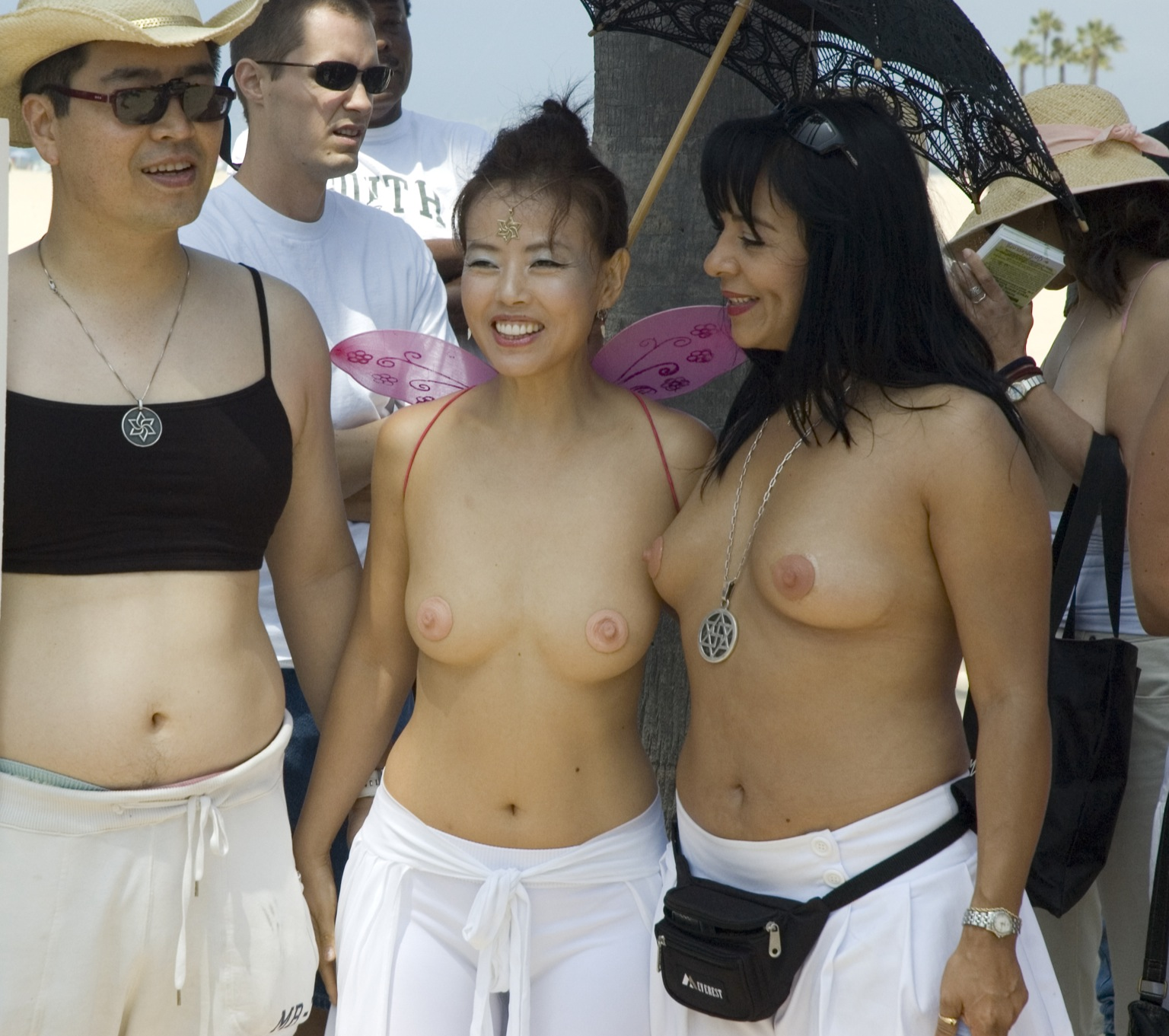
Manifestation raëlienne prônant la libération sexuelle et l'égalité homme-femme.

Les raéliens prônent la libération sexuelle et la méditation sensuelle, une pratique qui vise à l'éveil de la sensualité.
Certains journaux l'appellent parfois « la méditation sexuelle pour accéder à l'orgasme cosmique ».

### Symbole originel du mouvement

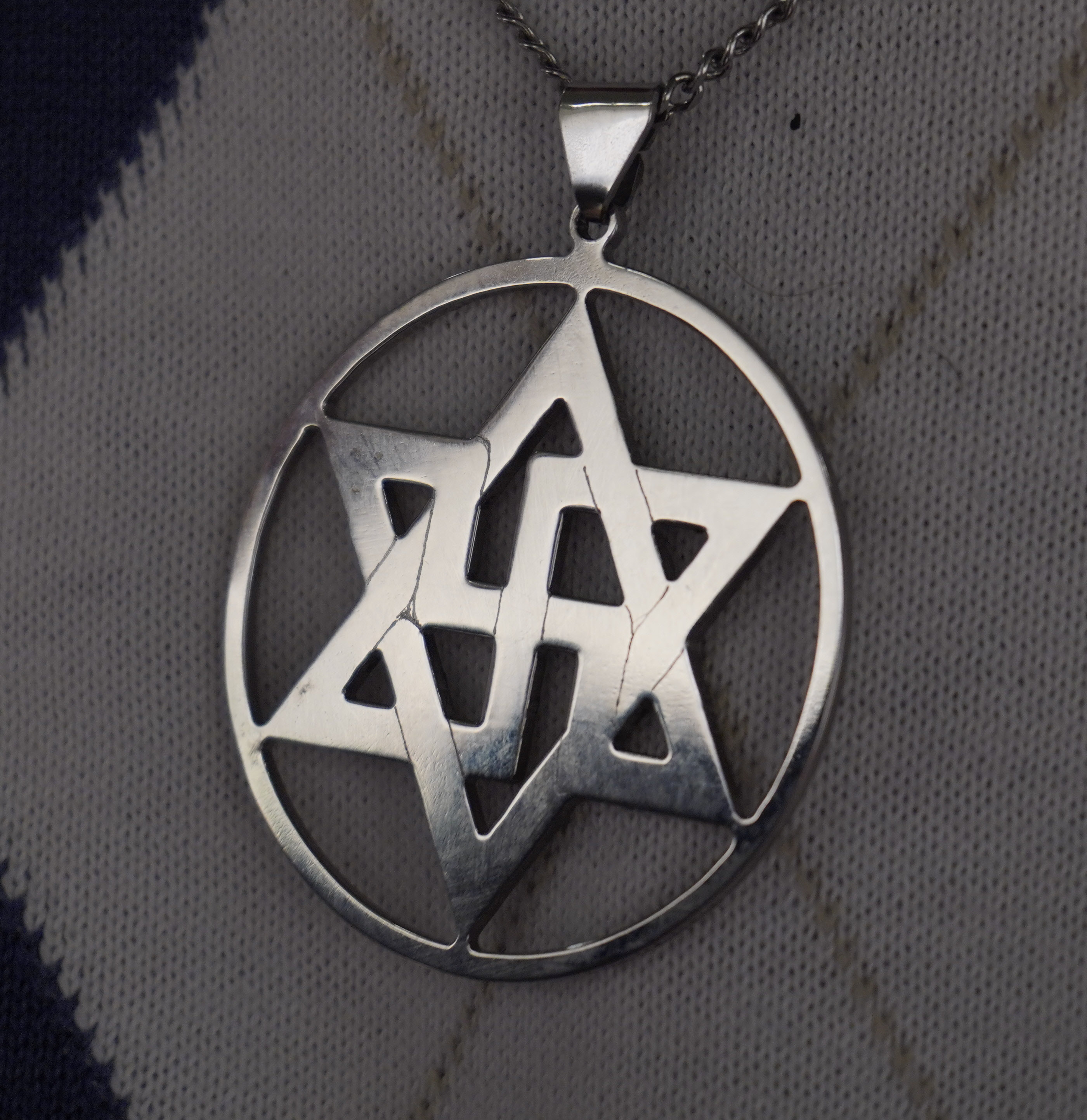
Pendentif raélien (étoile à six branches aux barres horizontales interrompues par un svastika pointant vers la droite, symbole en usage avant 1991.

Le symbole du mouvement raélien a changé ou muté au moins quatre fois depuis la fondation du groupe. Au début, Claude Vorilhon affirmait l'avoir aperçu gravé sur la soucoupe de l'extra-terrestre : il s'agissait alors d'un svastika au centre d'une étoile de David. En réalité, ce symbole a été créé pour un usage sans aucun rapport avec les idées de Raël par le symboliste Oswald Wirth (1860-1943), qui s'en explique ainsi dans son livre Le tarot des imagiers du Moyen Âge : « Lors de la fondation de la revue Le Symbolisme, nous nous sommes permis, en 1912, un anachronisme dans le mariage de deux symboles, l'un d’une prestigieuse antiquité, l'autre ne remontant qu’au judaïsme et à la Kabbale. » Ce symbole a illustré pendant des décennies les publications des éditions Le Symbolisme. Il apparaît aussi sur la façade d'un temple maçonnique construit à Rennes en 1930.

## Mouvement

### Organisation
L'organisation est constituée par un mouvement international, présidé par Claude Vorilhon[Passage à actualiser] et dont le siège est à Genève, en Suisse. Le mouvement international fédère des mouvements nationaux, eux-mêmes fédérant des groupes locaux. Les groupes locaux sont animés par des « guides ».

### Anges de Raël

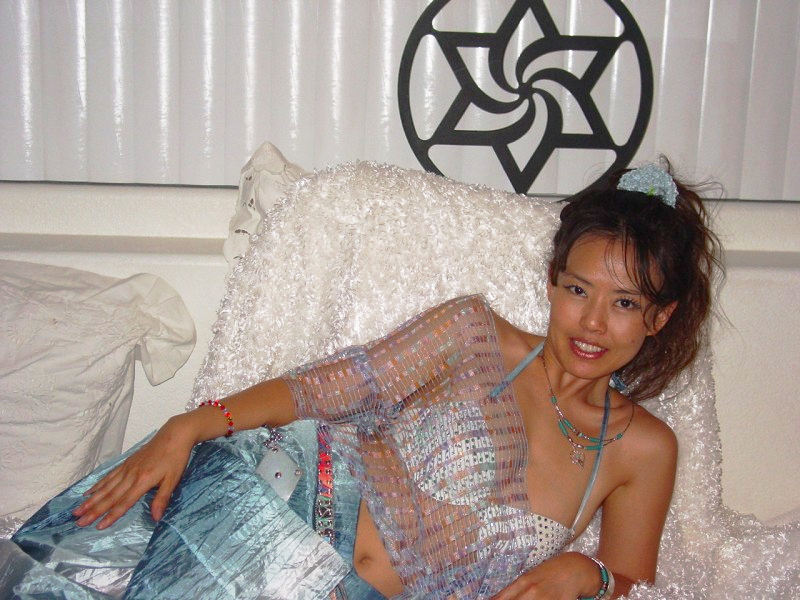
Jeune femme sous un symbole raélien.

Les « anges » de Raël sont des femmes au service des Elohim et de Raël, dont le physique est « un critère important » et qui mettent « au service de leurs Créateurs et de leur Prophète leur beauté intérieure et extérieure », en « veillant sur tous les points à leur confort ». En attendant l'arrivée des Elohim, seul Raël est présent, par conséquent elles doivent « s'occuper de son bien-être ». Il existerait plusieurs « grades » : les « simples » anges (reconnaissables par le port d'une plume blanche autour du cou), les « cordons dorés » et les « plumes roses ». Les cordons dorés signent un contrat acceptant d'avoir des relations sexuelles avec Raël et doivent passer des tests de dépistage de toute maladie sexuellement transmissible avant d'être admises. Selon une émission diffusée sur France 2, il est stipulé dans le contrat : « Être cordon doré veut dire être prête à être au service des Elohim et des Prophètes sans aucune restriction, incluant la sexualité. [...] Même être prêtes à donner votre vie. » La règle pour les plumes roses, selon Brigitte McCann, journaliste qui a infiltré le mouvement au Canada, est qu'elles ne peuvent avoir de relations sexuelles qu'entre elles et avec Raël. Les niveaux d'appartenance à l'ordre correspondent à un nombre de plumes portées autour du cou ainsi qu'à leur couleur (blanc ou rose). Pour Susan Palmer, l'appartenance à l'ordre des anges est vécu par les raéliennes comme une forme d'initiation ultime qui les distingue du reste des fidèles. Pour François-Xavier Bauduin, l'ordre des anges joue un rôle clé car il renforce le poids des femmes dans l'organisation et renforce l'aura charismatique du personnage de Rael.

### Financement
La cotisation au mouvement raélien est théoriquement libre. Toutefois, il est recommandé de donner 3 % de son salaire après impôt et ceux qui souhaitent devenir membres des structures du mouvement (guides, prêtres…) sont invités à payer une cotisation annuelle supplémentaire équivalente à 7 % de leur revenus annuels, soit 10 % en tout, prétendument versés au MRI (Mouvement raëlien international, dont le siège est en Suisse tandis que la fondation raëlienne est sise au Liechtenstein)[source insuffisante].
À ces cotisations conglomératives « basiques » s'ajoute 1 % additionnel (dit « facultatif » mais recommandé), attribué, selon le mouvement, au bénéfice exclusif du « plaisir de Raël ». Le don total serait ainsi équivalent à 11 % au minimum du revenu annuel.[source insuffisante]
Outre les cotisations de base, le mouvement raëlien encourage vivement les dons supplémentaires de ses membres. Pour mieux les convaincre à cet égard, il n'hésite pas à afficher publiquement, notamment lors de ses stages d'été, le palmarès comparatif des meilleurs donateurs du mouvement.
À l'exclusion des résidences, léguées aux enfants, le testament doit être fait en intégralité au bénéfice du mouvement.
Selon l'Amicale internationale des ex-raéliens, un des actes d'entrée est la signature d'un testament demandant le prélèvement d'un centimètre carré de l'os frontal en vue de son utilisation future pour un clonage post mortem du membre, privilège réservé aux individus ayant œuvré noblement pour l'humanité.
Des polémiques ont vu le jour autour du financement des courses automobiles de Raël. Celles-ci étaient financées par des donations supplémentaires facultatives des membres du mouvement versées à un fonds appelé « Raël Racing Team ». Aujourd'hui, elles ne sont plus d'actualité car Raël a abandonné la course automobile.
Le motif principal de ces cotisations est le financement de la construction d'une ambassade pour accueillir les extra-terrestres lors de leur arrivée sur Terre. Cependant, malgré toutes ces donations qui durent depuis plus de trente ans, aucune construction n'a été effectuée, ce qui n'empêche pas Raël de réclamer encore plus d'argent. 
Selon Richard Baril, ancien adepte exclu du mouvement à la suite de ses déclarations, l'argent récolté servirait plutôt à financer le confort personnel de Raël, comme la construction des « Jardins du Prophète », un luxueux projet immobilier pour Raël et ses proches à Maricourt au Québec qui enregistrait un « trou » de deux millions de dollars en 1994, comblé par un transfert direct depuis les comptes du Mouvement.

## Actions

### Opération préservatif
En novembre 1992, les raëliens ont procédé à la distribution de dix mille préservatifs à la sortie d'une école catholique à Montréal, durant le jubilé papal. L'opération, appelée « Opération Condom », était une réponse à la décision des écoles publiques catholiques de ne pas installer de distributeurs dans les écoles. Les raéliens estimaient que les dirigeants des écoles refusaient de prendre des responsabilités qui leur incombaient. Ces distributions furent très mal perçues par ces dernières.

### Clitoraid
En mai 2006, le mouvement raëlien lance l'opération « Adopter un clitoris », qui consiste à parrainer des opérations de reconstruction de clitoris de femmes excisées en Afrique. Une organisation appelée Clitoraid a été créée pour récolter des fonds pour construire un hôpital au Burkina Faso entièrement destiné aux reconstructions de clitoris des femmes excisées, appelé « La clinique du Plaisir ». Leur publicité fait mention de la technique du docteur Pierre Foldes mais celui-ci nie formellement tout lien avec le mouvement et de plus dénonce toute utilisation des femmes excisées pour faire de la publicité à des mouvements religieux. Cependant, malgré plus de 47 000 USD récoltés jusqu'en 2009, l'hôpital n'a toujours pas vu le jour et les détracteurs du mouvement disent qu'il s'agit d'un projet tout aussi chimérique que celui de créer des enfants clonés ou une ambassade pour accueillir des extra-terrestres.

### Ambassade pour les extraterrestres
Au Canada, le mouvement raëlien demande en 2014 au gouvernement de Stephen Harper  de lui octroyer un terrain d'une superficie de 4 km2, prétendant vouloir y construire une ambassade extraterrestre pour y accueillir des Élohims, les extraterrestres auxquels le mouvement attribue l’implantation de la vie sur terre.

### Dénonciation de prêtres pédophiles
À la suite d'affaires de pédophilie au sein du mouvement raélien, liées à l'encouragement de la liberté sexuelle, l'organisation, en 2001,  réplique en Europe en fondant plusieurs associations de dénonciation de la pédophilie dans l'église catholique. Sont organisés des lancers de tracts dans plusieurs villes de France, demandant aux parents « de ne plus envoyer leurs enfants au catéchisme ». En novembre 2002, l'évêque de Metz obtient la condamnation d'un adepte raélien ayant participé à la distribution des tracts pour « provocation à la discrimination ».

## Analyses et critiques

### Classé comme sectaire
Le mouvement a été inscrit sur la liste des sectes dangereuses par la commission d'enquête parlementaire sur les sectes en France de 1995, qui lui reprochait le caractère exorbitant des exigences financières, un discours plus ou moins antisocial et des troubles causés à l'ordre public. Même si le contenu de ce rapport a été invalidé par la suite (les critères utilisés pour caractériser les "sectes" pouvant s'appliquer à n'importe quel mouvement spirituel), le mouvement raélien reste largement sous la surveillance de la MIVILUDES (mission interministérielle de vigilance et de lutte contre les dérives sectaires). L'UNADFI et le Centre contre les manipulations mentales dénoncent également les agissements de ce qu'ils considèrent être une secte.

### Véracité des messages

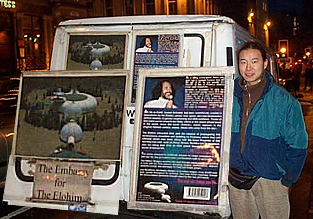
Raëlien aux côtés de pancartes reproduisant les messages de Raël.

Jean-Denis Saint Cyr, ancien haut placé du mouvement dans les années 1980, et Roland Chevaleyre, ami d'enfance de Raël, ont affirmé publiquement que Raël leur avait avoué un jour qu'il n'avait jamais rencontré des extra-terrestres,.

Le journaliste Jean-Jacques Arène, qui prétend avoir été l'ami de Raël du temps où ce dernier était journaliste et pilote automobile, raconte : 

« Le soir d'un repas bien arrosé, nous avons passé la nuit à délirer sur un canular que nous pourrions lancer. L'idée des extra-terrestres est venue de Franck [le fils de Maurice Mességué]. L'endroit tranquille près du puy de Dôme, je l'ai suggéré, entre le puy de la Vache et celui de Lassolas, me souvenant de mes sorties en moto. Qu'est-ce qu'on a pu rigoler. Pour nous, il s'agissait de rire. Pas pour Claude [Vorilhon]. Le lendemain, il s'est rendu à la rédaction de La Montagne, pour raconter « son » histoire. Il s'est fait éconduire. Dès que la mayonnaise a pris, il a quitté Clermont-Ferrand et les gens qui savaient. Je me souviens qu'il était fasciné par le succès de Maurice Mességué, qui a fait fortune avec les plantes. »

 Le journaliste continue en rapportant les affirmations d'une femme qu'il présente comme tante de Raël : 

« Son histoire, je n'y crois pas, vous savez, il a fait ça pour lancer ses livres. Certains font pire pour leur publicité. J'ai lu ses livres, il y en a de très beaux. Je peux vous dire que personne dans la famille n'est raélien, mais nous l'aimons tous. À Ambert aussi, personne n'y croit aux extra-terrestres. »

 Son ex-femme, dont il s'est séparé en 1985, affirme : 

« Au début (...) il ne croyait pas à ce qu'il disait mais il s'est pris à son jeu et après sa dépression nerveuse, à la fin des années 1980, il a choisi d'habiter entièrement ce personnage. Une question de survie mentale (...) Seulement, le danger, aujourd'hui, c'est qu'il y croit et, plus grave, des milliers de personnes le suivent »

 Un passage du Message donné par les extra-terrestres semble mettre en garde les adeptes contre la tentation de contester la parole de Raël : « ceux qui agissent contre le guide des guides et essaient de l'empêcher de mener à bien sa mission ou qui le côtoient pour semer la discorde parmi ceux qui le suivent verront également leur vie devenir un enfer. (...) Maladies, ennuis familiaux, professionnels, sentimentaux et autres envahiront leur existence terrestre en attendant la punition éternelle ».
Selon le site Les sceptiques du Québec : 

« Apparemment, l'idée d'une race supérieure peinant en laboratoire pendant des milliers d'années pour produire tous nos insectes, champignons, bactéries, virus et autres bestioles, sans compter celles qui ont disparu depuis belle lurette, ne semble aucunement gêner les raéliens par son énormité. Pourquoi des êtres supérieurs se livreraient-ils à un tel exercice ? Et pourquoi attendraient-ils 25 000 ans avant de révéler leur secret à un pilote de course français dans le cratère d'un volcan éteint ? Par-dessus le marché, pour lui dire ensuite que nous devons nous cloner afin de devenir immortel ? Mais cette histoire est-elle vraiment plus étrange que bien de celles qu'on retrouve dans la Bible ? »

### Accusations de violences physiques sur des enfants du mouvement
Des accusations ont été portées vis-à-vis de châtiments corporels infligés aux enfants.

### Accusations de pédophilie
Les accusations de pédophilie ont pour origine principale un passage du « Message » donné par les extra-terrestres : « Ne rien dire à ses enfants au sujet du sexe, c’est mal, leur expliquer à quoi ça sert, c’est mieux mais ce n’est pas encore suffisant : il faut leur expliquer comment ils peuvent s’en servir pour en retirer du plaisir ».
Selon l'UNADFI, la pratique de la méditation sensuelle pourrait impliquer des mineurs et de fait des raéliens ont déjà fait l'objet de condamnation pour agression sexuelle sur mineur de 15 ans ; la dernière en date a été prononcée par la cour d'appel de Colmar. Pour autant le mouvement raélien considère que l'UNADFI n'a d'autre but que la lutte contre les sectes et cherche donc tous les moyens pour le discréditer.

## Dans le monde aujourd'hui

### Au Québec
Le siège du mouvement, anciennement installé à Ufoland (près de Maricourt), est aujourd'hui fermé.  

### En France
Le mouvement raëlien a perdu son existence légale en France le 13 septembre 2003, mais est revenu.[réf. souhaitée] S'estimant victime de harcèlement de la part du gouvernement et de diverses organisations, il avait procédé à son autodissolution en France uniquement.
En 2000, la commune de Castres a interdit la tenue d'une conférence organisée par le mouvement.
Dans un arrêt du 22 mars 2001 (no 99PA02621), alors que le préfet de police avait estimé qu'une autorisation d'absence à un gardien de la paix pour cause de fête religieuse ne pouvait être accordée qu'aux fidèles des cultes arménien, musulman et juif, la cour administrative d'appel de Paris avait déclaré qu'« aucun texte ne permet de limiter aux fonctionnaires croyants, de l'un de ces trois cultes, la possibilité de bénéficier d'absence pour fêtes religieuses » et que le fait d'invoquer « que le mouvement raëlien serait classé comme secte par un rapport parlementaire » n'était pas un motif valide, mais sans trancher le cas et en renvoyant la décision à l'autorité administrative.

### En Suisse
Les organismes présents historiquement en France se sont déplacés en Suisse.

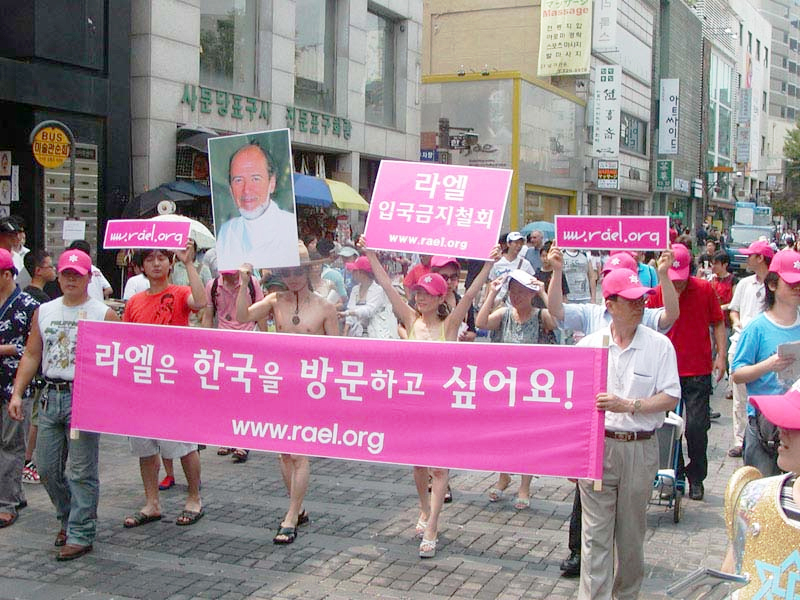
Manifestation du mouvement à Séoul.

### Ailleurs dans le monde
Raël a également investi l’Afrique, où les activités de prosélytisme sont intenses. Le mouvement a d’ailleurs acheté un terrain nommé « Elohika », au Burkina Faso, où sont organisés des stages de méditation sensuelle ouverts aux moins de 18 ans,.
Le mouvement possède aussi des centres en Slovénie et au Japon (il possède aussi sa résidence à Okinawa). Selon certains spécialistes, le mouvement raëlien compte entre mille et deux mille membres actifs,.

## Documentaires
- 2023 : Raël QC, documentaire du réalisateur Arnaud Bouquet sur la présence du mouvement au Québec[51].
- 2024: Raël : le prophète des extra-terrestres, mini-série documentaire d'Antoine Baldassari et Manuel Guillon sortie sur Netflix[52].
- 2024: Secte, clonage et soucoupes volantes : voyage aux frontières du Raël, Affaires sensibles sur France Inter, invité : François-Xavier Bauduin[53]

#### Ouvrages du mouvement
- Claude Vorilhon dit Raël, Le livre qui dit la vérité, L'Édition du Message, 1974. (ASIN B0000DSPB5)
- Claude Vorilhon, Les extra terrestres m'ont emmené sur leur planète, L'Édition du Message, 1975. (ASIN B0000DOXKU)
- La méditation sensuelle de Raël, Québécor, 1980, 158 pages. (ASIN 2764005156)
- Raël, Brigitte Boisselier (préface), Marcus Wenner (préface), Daniel Chabot (préface), Oui au clonage humain : La vie éternelle grâce à la science, Québécor, 2001, Essai, 173 pages. (ASIN 2764005172)
- Le Maitraya (le Bouddha de l'Occident), extrait de son enseignement, 2003.

#### Analyses du mouvement raëlien
- Francois-Xavier Bauduin, Raël et les mirages d’Internet. Prosélytisme et pratiques communautaires : quand le Réseau brouille les réseaux, Paris, L’Harmattan, coll. « Logiques sociales », 338 pp., 2023
- Francois-Xavier Bauduin, Le monde de Raël dévoilé aux profanes. Comment Raël utilise son réseau pour développer son charisme et la croyance de ses fidèles, Paris, L’Harmattan, coll. « Logiques sociales », 272 pp, 2021.
- Francois-Xavier Bauduin, « De la « méditation sensuelle » à la « méditation planétaire en ligne » du mouvement raëlien : transfert rituel ou artefact communicationnel ? » revue web Interface, septembre 2020, 29 propositions reçues, 6 retenues parmi les meilleurs spécialistes de la question), 2020.
- Francois-Xavier Bauduin, Revue électronique Réguler le religieux : « Le réseau raëlien du monde physique à celui d’Internet : prosélytisme et encadrement des pratiques communautaires » ISSN 2291-3106 , 2014, 1er prix, meilleur article, Société Internationale en sociologie des religions
- François-Xavier Bauduin, « The happiness Academy » : Relaxing Holiday, Religious Pilgrimage and Development Strategy of a New Religious Movement in a Mediterranean Country, Mediterranean review, p. 189-205, 2013
- Jean-Denis St-Cyr, Confessions de Raël à son ex-bras droit, Éditions au carré, 2009.
- Fiers d'être Raëlien écrit par des sociologues et des raëliens, Nova, 2005 (analyses du MR par des sociologues).  (ISBN 2-940252-21-1)
- Maryse Péloquin, Raël voleur d'âmes - Biographie d'un menteur, Trait d'Union, 2005.  (ISBN 2-89588-088-3)
- Brigitte McCann, Raël : Journal d'une infiltrée (photographies de Chantal Poirier, préface de Michel Auger), Stanké, 2004, 344 pages.  (ISBN 2-7604-0957-0)
- Michel Salamolard, Pierre Rottet, Le réel de Raël : Une secte à la dérive, Saint-Augustin, 2004, Pillet, 200 pages.  (ISBN 2-940145-46-6)
- Annie Cathelin, Le mouvement raëlien et son prophète : Approche sociologique complexe du Charisme, L'Harmattan, 2004, 320 pages.  (ISBN 2747561011)
- Martin Bisaillon, Raël - Enquête sur le mouvement raëlien, 2003.  (ISBN 2-89549-111-9)
- Cyril Le Tallec, Les sectes ufologiques : 1950-1980, Éditions L'Harmattan, 2005
- (en) Susan Palmer, Aliens Adored: Raël's UFO Religion, Rutgers University Press, 2004
- Lydia Hadjara, Elsa Levy, J'étais son esclave, City Editions, 2025.

#### Mouvement raëlien par lui-même
- Site officiel du Mouvement raëlien